# Sistemas dialético-pujantes
Em assunto, Definição

Sistemas dialético-pujantes são molas com a capacidade ou característica de variar reversivelmente sua constante elástica para atender demandas de cargas afins, o que é feito por meio de modulação mecânica ou eletromecânica, estes sistemas foram criados no Instituto Federal do Maranhão na cidade Zé Doca, no ano de 2013, pelos pesquisadores Welton Martins (autor e então graduando em química), Wild Lago (Professor e pesquisador da disciplina Física), com incentivo e correções de Davina Chaves (Professora e pesquisadora). Sendo ainda estudados e reproduzidos com finalidade de melhoramento para aplicação na industria automobilística e de bens em geral, estes sistemas tem grande potencial de aplicação e representaram a "quebra" do princípio da invariabilidade da constante elástica de corpos a uma mesma temperatura. Ou seja segundo a teoria de sistemas dialético-pujantes, um mesmo corpo, a uma mesma temperatura pode apresentar muitas constantes elásticas, as quais podem ser manipuladas mecanicamente, sem necessidade do emprego de energia térmica, tal como se faz atualmente para modificar as propriedades elásticas de alguns materiais, assim as constantes elásticas podem mudar em sistemas dialético-pujantes.

## Definição matemática para estes sistemas
A descrição matemática de sistemas dialético-pujantes é definida com base na deformação do corpo interno e sua resposta no comportamento elástico do sistema. Designando-se como sendo artificiais os sistemas que são sintéticos. Pode-se utilizar como equação descritiva a seguinte:

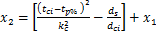
Equação 1

As deformações dos sistemas dialético-pujantes podem ser calculadas por meio da equação a cima, onde x_2 é a nova deformação do sistema mediante modulação, tci é a tensão do corpo interno, tp% é o percentual da tensão que foi perdido kci é a constante elástica do corpo interno, ds é a deformação anterior do sistema, dci é  deformação anterior do corpo interno e x1 é a deformação anterior do sistema.
Os sistemas dialético-pujantes são multifuncionais e as tecnologias para eles ainda são bastante novas quanto a seus componentes intrínsecos e sua aceitação. Todavia a utilização desta tecnologia em veículos resulta na possibilidade de fornecer ao mesmo, máxima capacidade de carga, sem sofrer deformação e com mesma capacidade de amortecimento (MARTINS, 2016). Assim, para verificar a nova constante elástica gerada basta acrescentar o valor de x_2 em F=K.x, substituindo-se x por x_2, logo um sistema dialético-pujante pode ser conforme figura 2, um sistema onde para cada constante elástica existe um novo comportamento mecânico:

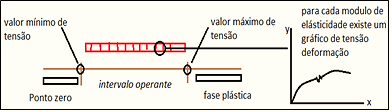
Dialectic-thriving]].jpg|Figura 1

O resultado da equação apresentada, mostrado na figura a cima é um gráfico, tal como gráfico 1,  capaz de relacionar a nova constante elástica gerada e a deformação do sistema. logo a relação entre as constantes pode ser descrita como:

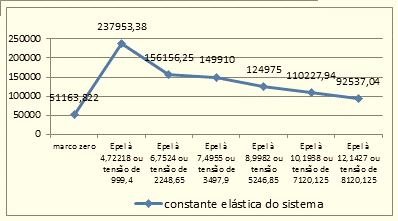
Gráfico 1

## Como são e como surgiram
Esta categoria de sistema foi criada, inicialmente a partir de um “in site” seguido de observações experimentos com uma liga de dinheiro (elastômero) e um canudinho (plástico), submetido a aproximadamente 200 ensaios mecânicos de flexão longitudinal e transversal. Posteriormente, os conceitos foram levados em nível de estudo teóricos de corpos elásticos, levantamento de hipótese e rigorosos testes experimentais com material de engenharia, deduções matemáticas e tentativas e erros. É ilustrado na figura 2 os tipos mais comuns de sistemas dialético-pujantes.

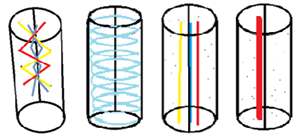
Formas básicas de sistemas dialético-pujantes

Existem pelo meno 10 equações que se relacionam ao comportamento elástico de cada corpo, entretanto, ainda são limitadas e necessitam de mais estudos com intuito de melhorar suas descrições matemáticas.
A pesquisa surgiu quando o pesquisador segurava um canudo e uma liga elástica de amarrar dinheiro e lia uma notícia sobre a modalidade exportiva "salto com vara", onde mostrava-se que a vara da atleta Fabiana Murer havia se quebrado em um salto devido a problemas de resistência elástica, então para sanar o problema de cada vara ser produzida para um atleta específico, iniciou-se a criação de um dispositivo que pudesse ser utilizado por variais pessoas, capaz de quebrar o princípio da invariabilidade da constante elástica.

## Tecnologias básicas de sistemas dialético pujantes
Sistemas dialético-pujantes tem sua tecnologia ainda em desenvolvimento, mas podem ser aplicadas de bicicleta até pontes resistentes e preparadas para se adaptar a demanda elástica solicitada em um dado evento. A tecnologia de modulação pode ser mecânica ou eletrônica, podendo ter sistemas integrados ou apenas engrenagens. O conceito base para compreensão de sistemas dialético-pujantes é a ideia de uma barra oca com um fio elástico em seu interior, o que na medida em que o fio elástico é tencionado e preso na barra, passa a formar um sistema que a cada alteração de tensão no corpo provoca modificações no sistema como um todo. É uma forma mecânica de gerenciar a energia que pode deformar um corpo e quanto essa energia pode deformá-lo.
São muitas as equações que os descrevem e suas aplicações e formas de fabricação, um exemplo típico e bastante simples pode ser mostrado conforme figura 3 e 4.

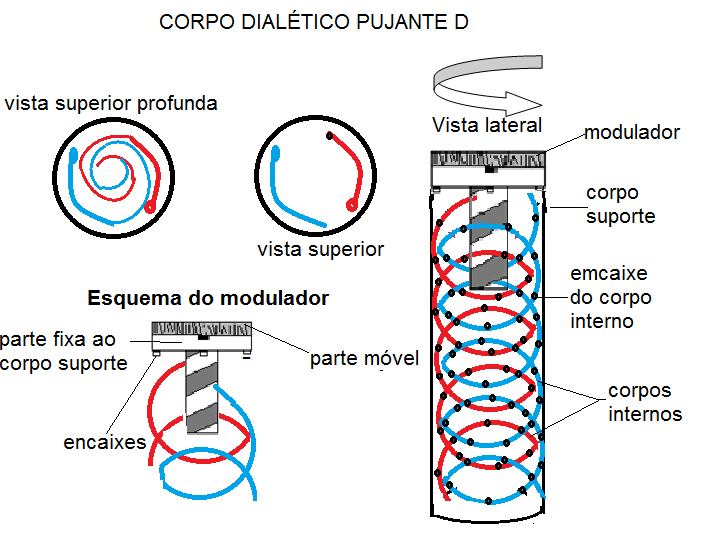
Figura 3
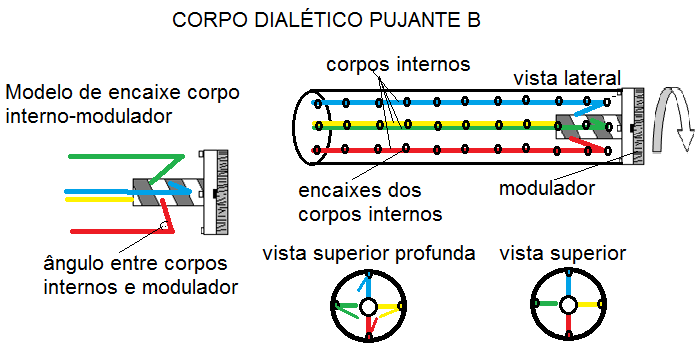
Figura 4

Em ambas as figuras a cima a modulação é realizada girando-se o modulador para aumentar ou diminuir a tensão dos corpos internos, o que modifica as propriedades de resistência do sistema a demandas de cargas externas.
A primeira literatura que trata dessa tecnologia, aberta ao publico atualmente é o livro Princípios de elasticidade e teoria da constante variável lançado em 2016, o que justifica a pouca disponibilidade de conteúdo sobre o tema.
Referências
1. 1 2 3 4 5 6 7 8  MARTINS,, Welton (2016). Princípios de elasticidade e teoria da constante variável. Zé Doca: MARTINS,W.C,. pp. https://images–na.ssl–images–amazon.com/images/I/41IOzad8B0L.jpg
2. 1 2  BRITO,, H. (2010). Curso básico de resistência dos materiais: tração ou compressão puros. cisalhamento. São Paulo: Proprio autor. pp. http://www.lem.ep.usp.br/pef2301/estado_duplo.pdf
3. ↑  ARCANJO,, E. (2008). Caracterização do comportamento à fadiga de molas. Universidade Técnica de Lisboa. Lisboa,: Universidade Técnica de Lisboa. Dissertação mestrado em engenharia mecânica. pp. https://fenix.tecnico.ulisboa.pt/downloadFile/395137824458/Dissertação.pdf